# NGC 3715
NGC 3715 ist eine Balken-Spiralgalaxie mit ausgedehnten Sternentstehungsgebieten vom Hubble-Typ SB(rs)bc im Sternbild Crater am Südsternhimmel. Sie ist schätzungsweise 88 Millionen Lichtjahre von der Milchstraße entfernt und hat einen Durchmesser von etwa 40.000 Lj.
Im selben Himmelsareal befinden sich u. a. die Galaxien NGC 3727, NGC 3734, IC 706.
Das Objekt wurde am 27. März 1786 von dem Astronomen William Herschel entdeckt.